# Ваканцията на Мистър Бийн
„Ваканцията на Мистър Бийн“ (на английски: Mr. Bean's Holiday) е приключенска комедия от 2007 г., базиран на британския ситком „Мистър Бийн“, както и самостоятелно продължение на „Мистър Бийн“ (1997). Режисиран от Стив Бенделак, по сценарий на Хамиш Маккол и Робин Дрискол, по сюжета на Саймън Макбърни, това е международна копродукция на Франция, Великобритания и САЩ, продуциран е от StudioCanal, Working Title Films и Tiger Aspect Films, и е разпространен от Universal Pictures. Във филма участват Роуън Аткинсън като заглавния герой, с Макс Болдри, Ема де Конс, Уилям Дефо и Карел Роден в поддържащи роли.
Филмът е театрално пуснат във Великобритания на 30 март 2007 г. и в САЩ на 24 август 2007 г. Филмът получи смесени отзиви от критиците с комерсиален успех, който спечели над 232.2 милиона долара в световен мащаб при производствен бюджет от 25 милиона долара.

## Актьорски състав
| Актьор          | Роля                  |
| --------------- | --------------------- |
| Роуън Аткинсън  | Мистър Бийн           |
| Ема де Конс     | Сабине                |
| Макс Болдри     | Стивън Дашевски       |
| Уилям Дефо      | Карсън Грей           |
| Жан Рошфор      | Разпоредител          |
| Карл Роден      | Емил Дашевски         |
| Стив Пембъртън  | Викарият              |
| Катрин Хосмалин | Инспектор по билетите |

## В България
В България филмът е пуснат по кината на 27 април 2007 г. от Прооптики. На 6 август е издаден на DVD. На 27 август 2011 г. е излъчен за първи път по Нова телевизия. На 31 юли 2021 г. се излъчва и по bTV.